# Norbert Regensburger

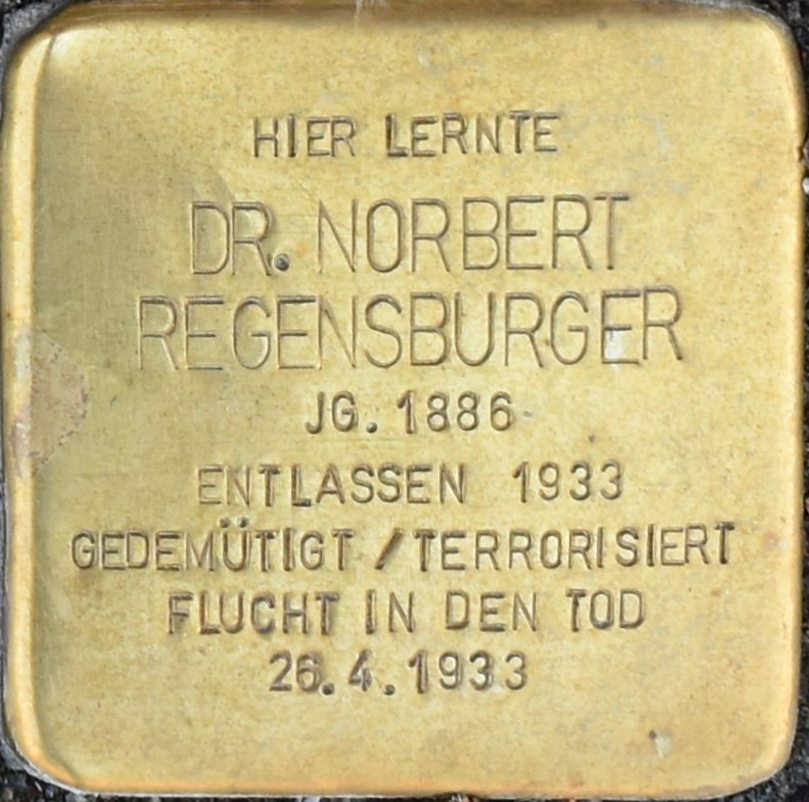
Stolperstein für Norbert Regensburger vor dem Eingang des Wilhelm-Gymnasiums in Braunschweig

Norbert (Nathan) Regensburger (Pseudonym: Trebron = Akronym für "Norbert", geboren am 25. Mai 1886 in Braunschweig; gestorben am 26. April 1933 ebenda) war ein deutscher Rechtsanwalt und Politiker. Er war Mitglied des Braunschweigischen Landtages und von 1922 bis 1924 dessen Vizepräsident. Von 1926 bis 1932 war er Vorsteher der Jüdischen Gemeinde Braunschweig.

## Leben und Werk

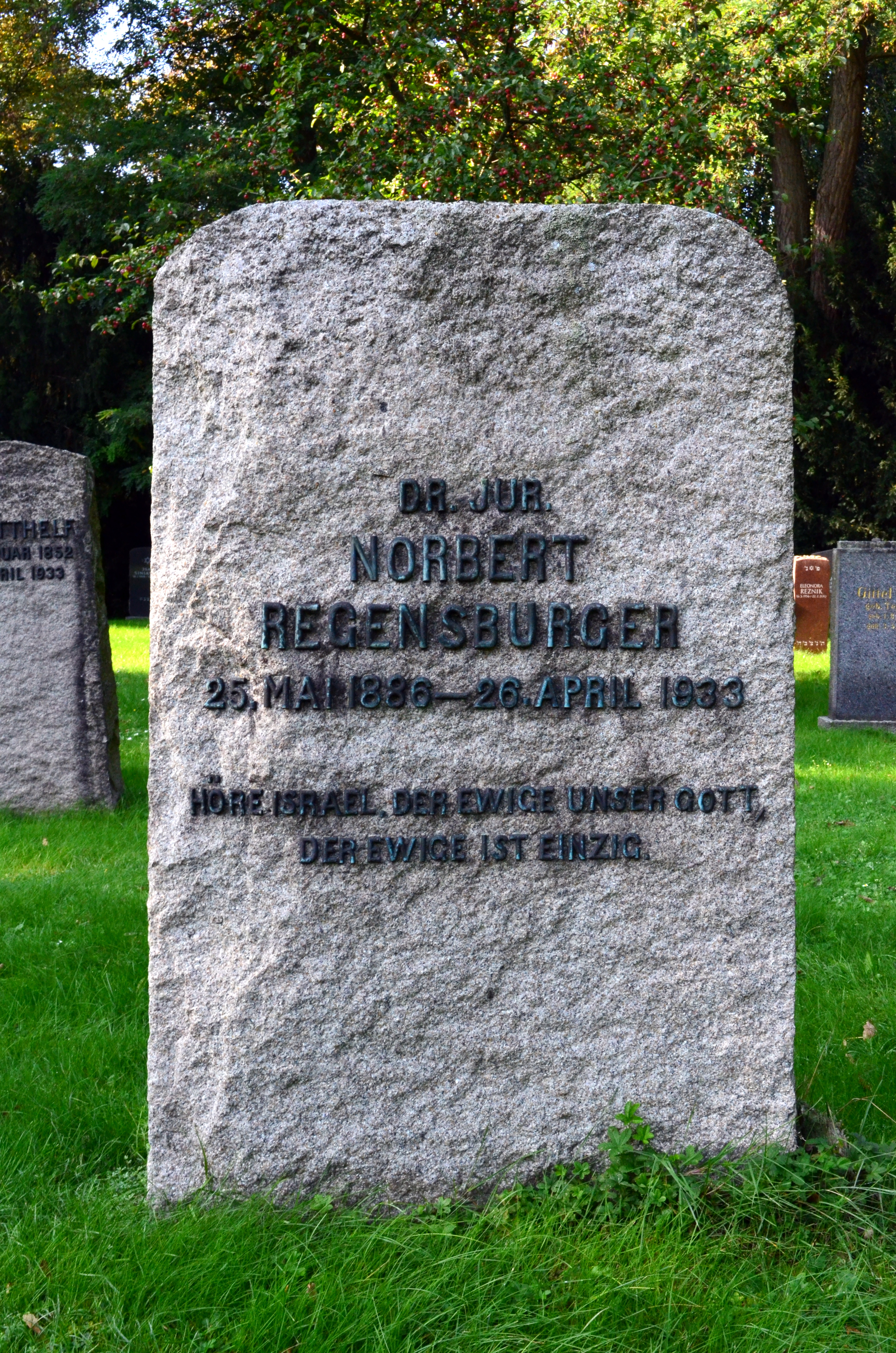
Regensburgers Grabstein auf dem Jüdischen Friedhof (2014)

Der unter dem Namen Nathan Ernst geborene Sohn des jüdischen Lederhändlers Moritz Regensburger (1854–1924) und dessen Ehefrau Gertrud, geb. Schönlank (1860–1914), besuchte das Braunschweiger Wilhelm-Gymnasium und studierte nach dem Abitur Rechtswissenschaften in München und Berlin. Er legte 1908 in Braunschweig das Referendarexamen ab und war während seiner Referendarzeit in Seesen und Braunschweig tätig. Er wurde 1911 mit der Dissertation Die pressgesetzliche Berichtigungspflicht in Rostock promoviert. Im Jahre 1911 änderte er seinen Vornamen Nathan in Norbert. Nach bestandenem zweiten Staatsexamen wurde er am 8. Juli 1912 als Rechtsanwalt zugelassen. 1919 wurde er zum Notar bestellt. Im Jahre 1930 erhielt er die Zulassung beim Oberlandesgericht Braunschweig. Am 26. April 1933 beging Regensburger Selbstmord, nachdem am Vortag in der Braunschweigischen Staatszeitung eine Anzeige seiner beiden Kanzleisozien erschienen war, in der diese das Ausscheiden Regensburgers aus der gemeinsamen Praxis vermeldeten. Regensburger wurde auf dem Jüdischen Friedhof in Braunschweig bestattet.

### Eintreten für jüdische Belange
Regensburger war Hauptvorstandsmitglied des 1893 gegründeten Central-Vereins deutscher Staatsbürger jüdischen Glaubens. Diese Vereinigung repräsentierte die Mehrheit der assimilierten bürgerlich-liberalen Juden in Deutschland, trat für deren Bürgerrechte und ihre gesellschaftliche Gleichstellung ein und versuchte, Judentum und Deutschtum miteinander zu vereinbaren. Von 1926 bis zur Niederlegung seines Amtes im September 1932 war er Vorsteher der Jüdischen Gemeinde Braunschweig und von 1927 bis 1928 Präsident der dortigen Leopold-Zunz-Loge. Regensburger war Mitbegründer der Neutralen Jüdischen Jugendverbände.

### Politische Tätigkeit
Er war in der linksliberalen Deutschen Demokratischen Partei (DDP) engagiert, für die er bei der Landtagswahl am 22. Dezember 1918 als Abgeordneter in den Braunschweigischen Landtag gewählt wurde. Zwischen 1919 und Mai 1921 war er Mitglied der Stadtverordnetenversammlung in Braunschweig. Von 1922 bis 1924 war er Vizepräsident des Landtages und Fraktionsvorsitzender der DDP. Bei den Wahlen vom 7. Dezember 1924 errang die DDP lediglich zwei Sitze. Ein Mandat erhielt der bisherige Schulminister Heinrich Rönneburg, der jedoch als Reichstagsabgeordneter nach Berlin wechselte und dessen Sitz im Landtag Regensburger am 1. Juli 1925 übernahm. Das Mandat legte er bereits am 18. März 1926 aus Gesundheitsgründen nieder.

### Anwaltliche Tätigkeit
Nach seiner Zulassung als Rechtsanwalt betrieb Regensburger ab Juli 1912 sein erstes Büro am Friedrich-Wilhelm-Platz 5. Seit Januar 1913 führte er die Kanzlei am Bohlweg 64/65 und zog Anfang der 1920er-Jahre in das Lippoldsche Haus am Bohlweg 14 um. Er zählte zu den profiliertesten Anwälten seiner Zeit. Im Prozess des welfischen Herzogshauses gegen den durch Regensburger vertretenen Freistaat Braunschweig ging es in den Jahren 1921 bis 1925 um die Fürstenabfindung für die am 10. November 1918 bei der Novemberrevolution in Braunschweig enteigneten herzoglichen Domänen und Güter. Im Oktober 1925 einigte man sich in einem Vergleich.

### Familie
Regensburger war seit 1920 verheiratet mit der Diplom-Bibliothekarin Resi, geb. Oppenheimer (1897–1996), Tochter des Hildesheimer Justizrates und jüdischen Gemeindevorstehers Alexander Oppenheimer. Nach dem Selbstmord ihres Mannes lebte sie mit ihren Kindern mehrere Monate in Nizza und Marienbad, zog im Oktober 1934 nach Berlin und emigrierte im Juli 1939 nach England. Der 1925 geborene Sohn Curt Moritz erreichte England im März 1939 mit einem Kindertransport. Er änderte seinen Namen 1944 in Charles Maurice Regan und war in England als Beamter tätig. Die 1928 geborene Tochter Gerta Ruth Regensburger emigrierte im Frühjahr 1939 nach Belgien und im August des Jahres nach England, wo sie später als Lehrerin arbeitete.

## Schriften (Auswahl)
- Samson Cohn – christlicher Religion. Eine Metamorphose, Berlin: Lamm 1908 (unter den Namen "Trebron"; Nachweis und Auflösung des Akronyms in: Wegweiser für die Jugendliteratur 5.1909, Nr. 6, S. 52)
- Die preßgesetzliche Berichtigungspflicht <§§ 11 und 19 Abs. 1 Ziffer 3, Abs. 2 des Reichs-Gesetzes über die Presse vom 7. Mai 1874>, Rostock, Jur. Diss., 1911